# Belgisch-Nederlandse Vereniging voor Kunstmatige Intelligentie
De Belgisch-Nederlandse Vereniging voor Kunstmatige Intelligentie (BNVKI) is een organisatie die zich bezighoudt met academisch onderzoek naar kunstmatige intelligentie in België en Nederland.
De BNVKI is in 1998 voortgekomen uit een samenvoeging van de Belgische en Nederlandse KI-verenigingen. Leden van de BNVKI ontvangen maandelijks de BNVKI newsletter.
Jaarlijks organiseert de BNVKI de BNAIC (Belgian-Dutch Artificial Intelligentie Conference), tezamen met de BNAIS (Belgisch-Nederlands AI Symposium), voor studenten.